# Covenant (banda)
Covenant es un grupo de música electrónica procedente de Helsingborg, Suecia.

## Historia
Covenant se formó en Helsingborg, Suecia, alrededor de 1986 (en este entonces solo eran un grupo de amigos que se juntaban a hacer música).
Eskil Simonsson, Joakim Montelius y Clas Nachmanson eran 3 adolescentes fanáticos de distintas pero similares bandas musicales, como Kraftwerk, Depeche Mode, The Human League y los pioneros del EBM, Front 242 y Nitzer Ebb, lo que los llevó a formar la banda durante su época de estudiantes universitarios en Lund.
Cuando estaban en la escuela juntos, formaban parte de una serie de proyectos, interesados en instrumentos electrónicos y la diversión que te puede proporcionar el ruido. Entonces los tres pasaron a la ciudad universitaria de Lund (un distrito sueco a 50 km de Helsingborg) para estudiar química, física y artes. Instalaron un pequeño estudio en la habitación de Clas y empezaron a llamarse Covenant.
En 1992 comenzaron formalmente con la banda. En el año 1993, salieron a la luz con su primer álbum "Dreams of a Cryotank", y "Sequencer" de 1996, un álbum que, aún hoy, es considerado como una piedra miliar dentro del género. Dos años después sale "Europa". En el año 2000, con "United States of Mind", consiguen atraer más y más con su imagen de tradicional e industrial escena electro. Uno de los sencillos de este disco fue "Der Leiermann", un poema de Wilhelm Müller (un poeta romántico alemán del siglo XIX) musicalizado por Covenant.
En noviembre de 2000 sale a la luz su primer CD en vivo de larga duración, logrando un gran éxito. En 2007 decidieron repetir la experiencia, con el lanzamiento de "In Transit", grabado en conciertos realizados durante la gira presentación de su álbum "Skyshaper", de 2006.
Con "Northern Light" (2002) y "Skyshaper" (2006), sus dos últimas creaciones de estudio, este grupo sueco demuestra que sabe superarse y crecer día a día, encontrando siempre nuevos sonidos para sorprender.
Después de una larga espera, el disco "Modern Ruin" salió en enero de 2011.
Próximos conciertos

### Miembros actuales
- Eskil Simonsson – voz principal, compositor, letras, productor, sintetizadores.
- Joakim Montelius – voz secundaria, letras, compositor, productor, sintetizadores, coros.
- Daniel Jonasson - sintetizadores (miembro de gira desde 2012)

### Miembros antiguos
- Clas Nachmanson – productor, coros, sintetizadores (dejó el grupo en 2007)
- Daniel Myer – productor, coros, sintetizadores (comenzó estando solo en vivo en 2007, pero actualmente también escribe y produce, dejó el grupo en 2013)
- Andreas Catjar - batería (miembro de gira desde 2012), Murió la mañana del 29 de Julio del 2024, despues de una larga lucha contra el cancer, (el grupo publico la noticia en su web y redes sociales).

## Discografía

### Álbumes
- Dreams of a Cryotank - diciembre de 1994
- Sequencer - mayo de 1996; marzo de 1997; julio de 1999 (Hay tres versiones diferentes de Sequencer)
- Europa - abril de 1998
- United States of Mind - febrero de 2000
- Synergy - noviembre de 2000 (Álbum en vivo)
- Northern Light - agosto de 2002
- Skyshaper - marzo de 2006
- In Transit - octubre de 2007 (Álbum en vivo)
- Modern Ruin - 2011
- Leaving Babylon - 2013
- The blinding dark - 2016

### Sencillos yEP
- Figurehead - octubre de 1995
- Stalker - diciembre de 1996
- Theremin EP - 1997
- Final Man - febrero de 1998
- Euro EP - octubre de 1998
- It's Alright - noviembre de 1999 (Fue un sencillo en vinilo y de solo 500 copias)
- Tour De Force - diciembre de 1999
- Dead Stars - febrero de 2000
- Der Leiermann - febrero de 2000 (Lanzado simultáneamente con el sencillo "Dead Stars" en Alemania)
- Travelogue - febrero de 2000 (Incluido en el Box Set de "United States of Mind")
- Call The Ships To Port - agosto de 2002
- Bullet - enero de 2003
- Ritual Noise - enero de 2006
- Brave New World - septiembre de 2006
- Lightbringer - 2011
- Last Dance -2013
- Fieldworks Exkursion [EP] - Febrero de 2019

### Otros lanzamientos
- United States of Mind Limited Box - febrero de 2000
- Synergy Limited Box - noviembre de 2000
- Festival Soundtrack - 2001
- Bullet DVD - enero de 2003
- Project Gotham Racing 3 y 4 Soundtrack ( 20Hz en PGR3, The Men (Skyshaper) en PGR4  - noviembre de 2005/2007